# Filipijnen op de Olympische Zomerspelen 2012
De Filipijnen namen deel aan de Olympische Zomerspelen 2012 in Londen, Verenigd Koninkrijk. Chef de mission voor deze Spelen was Manny Lopez.

## Deelnemers en resultaten
(m) = mannen, (v) = vrouwen

### Atletiek
| Olympiër          | Onderdeel       | Resultaat | Prestatie                            |
| ----------------- | --------------- | --------- | ------------------------------------ |
| Rene Herrera      | 5000m (m)       | 42e       | serie 1: 21ste in 14.44,11           |
|                   |                 |           |                                      |
| Marestella Torres | verspringen (v) | 22e       | kwalificatie groep A: 11de met 6,22m |

### Boogschieten
| Olympiër      | Onderdeel       | Resultaat | Prestatie                                                                  |
| ------------- | --------------- | --------- | -------------------------------------------------------------------------- |
| Mark Javier   | individueel (m) | 33e       | plaatsingsronde: 55ste met 649 punten 1ste ronde: V van USA Ellison: 1-7   |
|               |                 |           |                                                                            |
| Rachel Cabral | individueel (v) | 33e       | plaatsingsronde: 48ste met 627 punten 1ste ronde: V van RUS Stepanova: 1-7 |

### Boksen
| Olympiër     | Onderdeel | Resultaat | Prestatie                                                               |
| ------------ | --------- | --------- | ----------------------------------------------------------------------- |
| Mark Barriga | -49kg (m) | 9e        | 1ste ronde: W van ITA Cappai: 17-7 2de ronde: V van KAZ Zhakypov: 16-17 |

### Gewichtheffen
| Olympiër     | Onderdeel | Resultaat | Prestatie                                          |
| ------------ | --------- | --------- | -------------------------------------------------- |
| Hidilyn Diaz | -58kg (v) | DNF       | trekken: 13de met 97kg stoten: geen geldige poging |

### Judo
| Olympiër         | Onderdeel  | Resultaat | Prestatie                        |
| ---------------- | ---------- | --------- | -------------------------------- |
| Tomohiko Hoshina | -100kg (m) | 33e       | 1ste ronde: V van KOR Kim: ippon |

### Schietsport
| Olympiër      | Onderdeel | Resultaat | Prestatie                                           |
| ------------- | --------- | --------- | --------------------------------------------------- |
| Brian Rosario | skeet (m) | 31e       | kwalificatie: 31ste met 109 punten (22-19-25-22-24) |

### Wielersport
| Olympiër      | Onderdeel | Resultaat | Prestatie                                                        |
| ------------- | --------- | --------- | ---------------------------------------------------------------- |
| Daniel Caluag | BMX (m)   | 27e       | plaatsingsronde: 31ste in 40,900 kwartfinale: 8ste met 29 punten |

### Zwemmen
| Olympiër         | Onderdeel           | Resultaat | Prestatie               |
| ---------------- | ------------------- | --------- | ----------------------- |
| Jessie Lacuna    | 200m vrije slag (m) | 36e       | serie 2: 5de in 1.52,91 |
|                  |                     |           |                         |
| Jasmine Alkhaldi | 100m vrije slag (v) | 34e       | serie 3: 5de in 57,13   |

Afghanistan · Albanië · Algerije · Amerikaanse Maagdeneilanden · Amerikaans-Samoa · Andorra · Angola · Antigua en Barbuda · Argentinië · Armenië · Aruba · Australië · Azerbeidzjan · Bahama's · Bahrein · Bangladesh · Barbados · België · Belize · Benin · Bermuda · Bhutan · Bolivia · Bosnië en Herzegovina · Botswana · Brazilië · Britse Maagdeneilanden · Brunei · Bulgarije · Burkina Faso · Burundi · Cambodja · Canada · Centraal-Afrikaanse Republiek · Chili · China · Chinees Taipei · Colombia · Comoren · Congo-Brazzaville · Congo-Kinshasa · Cookeilanden · Costa Rica · Cuba · Cyprus · Denemarken · Djibouti · Dominica · Dominicaanse Republiek · Duitsland · Ecuador · Egypte · El Salvador · Equatoriaal-Guinea · Eritrea · Estland · Ethiopië · Fiji · Filipijnen · Finland · Frankrijk · Gabon · Gambia · Georgië · Ghana · Grenada · Griekenland · Groot-Brittannië · Guam · Guatemala · Guinee · Guinee‑Bissau · Guyana · Haïti · Honduras · Hongarije · Hongkong · Ierland · IJsland · India · Indonesië · Irak · Iran · Israël · Italië · Ivoorkust · Jamaica · Japan · Jemen · Jordanië · Kaaimaneilanden · Kaapverdië · Kameroen · Kazachstan · Kenia · Kirgizië · Kiribati · Koeweit · Kroatië · Laos · Lesotho · Letland · Libanon · Liberia · Libië · Liechtenstein · Litouwen · Luxemburg · Macedonië · Madagaskar · Malawi · Maldiven · Maleisië · Mali · Malta · Marshalleilanden · Marokko · Mauritanië · Mauritius · Mexico · Micronesië · Moldavië · Monaco · Mongolië · Montenegro · Mozambique · Myanmar · Namibië · Nauru · Nederland · Nepal · Nicaragua · Nieuw-Zeeland · Niger · Nigeria · Noord-Korea · Noorwegen · Oeganda · Oekraïne · Oezbekistan · Oman · Oostenrijk · Oost-Timor · Pakistan · Palau · Palestina · Panama · Papoea-Nieuw-Guinea · Paraguay · Peru · Polen · Portugal · Puerto Rico · Qatar · Roemenië · Rusland · Rwanda · Saint Kitts en Nevis · Saint Lucia · Saint Vincent en Grenadines · Salomonseilanden · Samoa · San Marino · Sao Tomé en Principe · Saoedi-Arabië · Senegal · Servië · Seychellen · Sierra Leone · Singapore · Slovenië · Slowakije · Soedan · Somalië · Spanje · Sri Lanka · Suriname · Swaziland · Syrië · Tadzjikistan · Tanzania · Thailand · Togo · Tonga · Trinidad en Tobago · Tsjaad · Tsjechië · Tunesië · Turkije · Turkmenistan · Tuvalu · Uruguay · Vanuatu · Venezuela · Verenigde Arabische Emiraten · Verenigde Staten · Vietnam · Wit-Rusland · Zambia · Zimbabwe · Zuid-Afrika · Zuid-Korea · Zweden · Zwitserland · Onafhankelijke atleten